# Гнедков, Вадим Николаевич
Вадим Николаевич Гнедков (9 мая 1932, совр. Гурьевск, Кемеровская область — 10 января 2000, Новосибирск) — советский и российский работник киноиндустрии, режиссёр Новосибирской студии телевидения (1957—1995). Заслуженный работник культуры РСФСР (1971).

## Биография
Родился в Гурьевске  на территории современной Кемеровской области. С 1950 по 1955 год учился в Новосибирском пединституте (литературный факультет); после получения диплома два года преподавал русский язык и литературу в школе Краснозёрского района.
Ещё во время учёбы начал заниматься художественной самодеятельностью. Несколько лет руководил студенческим «Театром миниатюр». Увлечённость режиссурой повлияла на выбор его дальнейшей карьеры.
С открытием в 1957 году Новосибирской студии телевидения сначала был назначен ассистентом режиссёра организации, а в ноябре этого года занял должность режиссёра. С июля 1960 года он уже полностью контролировал всю режиссёрскую работу на студии.
Главным образом начинал сотрудничать с автором сценария ещё во время его создания; результатом такой работы стали постановочные передачи «Факелы Бухенвальда», «Разговор о Маяковском», «Травинка» и т. д.
В 1963—1964 годах учился у народного артиста СССР Н. П. Охлопкова на Высших режиссерских курсах при ГИТИСе имени А. В. Луначарского, после окончания которых иногда выступал на сцене Новосибирска и был постановщиком спектаклей в местных театрах.
В 1966 году вступил в Союз кинематографистов СССР. С 1968 года трудился в главной редакции фильмопроизводства Новосибирской студии телевидения.
Режиссёр художественного кино «Новосибирсктелефильма»: «У нас есть дети» (1966), «Ночной сеанс» (1975), «Однажды осенью» (1977), «Сват» (1980), «Перед свадьбой» (1987) и др..
Автор документальных телефильмов. Его картины середины 1980-х годов неоднократно показывались на центральном телевидении: «Следствия и причины», «Дорога через шесть рек», «Зодчие». За весь период работы Гнедкова на телевидении Новосибирска было снято свыше 40 документальных работ.
Председательствовал в телевизионной секции Сибирского отделения Союза кинематографистов
СССР и состоял в его правлении.
С выходом на пенсию работал в Новосибирском колледже культуры и искусства (отделение кино и телевидения).
Похоронен на Заельцовском кладбище Новосибирска (квартал 103).

## Награды
В 1960 году за свой первый игровой фильм «Сказки правды» был награждён Дипломом I степени Всесоюзного конкурса по телевидению и радиовещанию; за полнометражную художественную картину «Сердце» — Дипломом Союза кинематографистов СССР на зональном смотре (Новосибирск). Фильм «Не потеряйте знамя», в свою очередь, получил приз и Диплом на конкурсе 1970 года в Ленинграде, став лучшей военно-патриотической работой для детей.
Удостоен ордена Дружбы (1997) и медали «За доблестный труд».